# Tajo abierto
Tajo abierto es el tercer álbum de Francisca Valenzuela, lanzado en Chile el 9 de septiembre de 2014. El álbum contó con la producción de Áureo Baqueiro (Natalia Lafourcade), Jesse Rogg (Sam Sparro), Vicente Sanfuentes (Matías Aguayo) y Dave Sitek de TV on the Radio. Fue distribuido mediante el sello
independiente "Frantastic Records", fundado en 2013 por la propia artista para albergar su anterior catálogo musical (distribuido por Feria Music hasta 2013) y producir sus nuevos trabajos.

## Historia
La preproducción de "Tajo Abierto" comenzó a finales de 2012, cuando Valenzuela comenzó a componer material nuevo.
A diferencia de sus discos anteriores que fueron producidos y registrados en Chile, esta vez se trasladó a Los Ángeles, California. Solo el tema "Cuequita del corazón" se registró en Santiago.
Francisca compuso un total de 25 canciones, eligiendo solo 11 para la lista final.

## Lista de canciones
Todas las canciones escritas y compuestas por Francisca Valenzuela, excepto donde está indicado. 
| Tajo abierto |                              |          |  |
| N.º          | Título                       | Duración |  |
| 1.           | «Prenderemos fuego al cielo» | 4:29     |  |
| 2.           | «No esperen mi regreso»      | 4:31     |  |
| 3.           | «Perfume de tu piel»         | 3:55     |  |
| 4.           | «Siempre eres tú»            | 4:49     |  |
| 5.           | «Catedral»                   | 4:29     |  |
| 6.           | «Almost Superstars»          | 3:57     |  |
| 7.           | «Estremecer»                 | 3:49     |  |
| 8.           | «Armadura»                   | 4:07     |  |
| 9.           | «Insulto»                    | 4:23     |  |
| 10.          | «Cuequita del corazón»       | 4:10     |  |
| 11.          | «Tajo abierto»               | 4:10     |  |
| 46:54        |                              |          |  |

| Bonus tracks de edición en vinilo (2016) |                                         |          |  |
| N.º                                      | Título                                  | Duración |  |
| 12.                                      | «Prenderemos Fuego Al Cielo (Acústico)» | 5:37     |  |
| 13.                                      | «Armadura (Acústico)»                   | 4:52     |  |
| 14.                                      | «Catedral (Acústico)»                   | 4:17     |  |
| 1:01:42                                  |                                         |          |  |